# I liga polska w piłce siatkowej mężczyzn (1966/1967)
I liga polska w piłce siatkowej mężczyzn 1966/1967 – 31. edycja rozgrywek o mistrzostwo Polski w piłce siatkowej mężczyzn.

## Drużyny uczestniczące
| | I liga 1966/1967   |   |      |
| --- | ------------------ | - | ---- |
| WAR | AZS-AWF Warszawa   | 1 | PEMK |
| LEG | Legia Warszawa     | 2 |      |
| WRO | Gwardia Wrocław    | 3 |      |
| NHU | Hutnik Nowa Huta   | 4 |      |
| WAR | Warszawianka       | 5 |      |
| KAT | GKS Katowice       | 6 |      |
| WAŁ | Chełmiec Wałbrzych | 7 |      |
| KRA | Wawel Kraków       | 8 |      |
| SZC | Pogoń Szczecin     | 9 |      |
| | Awans z II ligi    |   |      |
| WRO | Odra Wrocław       |   |      |
| MIE | Stal Mielec        |   |      |
| GDA | AZS Gdańsk         |   |      |
| Oznaczenia: - kolumna pierwsza – skróty nazw drużyn wpisane na mapie (jeśli ta została zamieszczona), - kolumna trzecia – miejsce zajęte przez daną drużynę w poprzednim sezonie. |                    |   |      |

## Klasyfikacja końcowa
| Miejsce | Drużyna            |
| ------- | ------------------ |
| 1.      | Legia Warszawa     |
| 2.      | AZS-AWF Warszawa   |
| 3.      | Hutnik Nowa Huta   |
| 4.      | Gwardia Wrocław    |
| 5.      | GKS Katowice       |
| 6.      | Chełmiec Wałbrzych |
| 7.      | Wawel Kraków       |
| 8.      | AZS Gdańsk         |
| 9.      | Stal Mielec        |
| 10.     | Odra Wrocław       |
| 11.     | Warszawianka       |
| 12.     | Pogoń Szczecin     |

     spadek do II ligi